# Elsahowia natalensis
Elsahowia natalensis är en tvåvingeart som beskrevs av Duckhouse 1978. Elsahowia natalensis ingår i släktet Elsahowia och familjen fjärilsmyggor. Inga underarter finns listade i Catalogue of Life.